# بالگردگاه مالون سوئیت فیلد
بالگردگاه مالون سوئیت فیلد (به انگلیسی: Mahlon Sweet Field Heliport) یک فرودگاه خصوصی است. این فرودگاه در کشور ایالات متحده آمریکا قرار دارد و در ارتفاع ۱۱۰ متری از سطح دریا واقع شده است.